# Lance Berwald
Pour les articles homonymes, voir Berwald.
Lance Berwald, né le 5 août 1961, à Minneapolis, dans le Minnesota, est un ancien joueur américain de basket-ball. Il évolue au poste de pivot.